# Best Friends (canción de Raven-Symoné)
"Best Friends" (en español Mejores Amigas) es una canción de la cantautora y actriz estadounidense Raven-Symoné, grabada para su segundo álbum de estudio y primer álbum independiente Undeniable.
La canción habla sobre la verdadera amistad, que no importa dónde vaya una, siempre serán mejores amigas.
La canción también aparece en el relanzamiento de Undeniable en el 2006, titulado From Then Until..., bajo el sello discográfico de TMG Records.